# قنطرة (موقع ويب)
قنطرة (بالعربية الفصحى: قنطرة qanṭarah، وتعني "جسر") هي بوابة إنترنت باللغات الألمانية والإنجليزية العربية، مصممة لتعزيز الحوار بين الثقافات بين العالمين الغربي والإسلامي.
تأسست البوابة بناء على مبادرة من وزارة الخارجية الألمانية، ردًا على الأزمة التي عصفت بالتطورات في العلاقات مع الثقافات الإسلامية في أعقاب صدمة هجمات 11 سبتمبر في الولايات المتحدة الأمريكية. يتم تشغيل المنصة بشكل مشترك من قبل الوكالة الفيدرالية الألمانية للتربية المدنية، والإذاعة الألمانية دويتشه فيله (DW)، ومعهد جوته، والمعهد الألماني للعلاقات الثقافية الخارجية عبر الإنترنت منذ مارس 2003 وتمولها وزارة الخارجية. تتمثل مهمة مشروع الحوار المشترك في تعزيز التفاهم بين الثقافات المختلفة، بهدف مكافحة الجهل والتحامل من خلال المعرفة.
يعمل فريق التحرير أن ينشر كتابات كتبها كتاب غربيون ومسلمون يسعون للنقاش المفتوح واحترام كل من القواسم المشتركة والموضوعات المثيرة للجدل. لقد شمل مساهمين متنوعين، مثل العالم الأدبي المصري نصر حامد أبو زيد، والدبلوماسي الألماني السابق والمسلم مراد هوفمان، وعالمة الإسلام حليمة كراوسن، وباحثة الصراع هاينر بيليفيلد، والفيزيائي إرنست أولريش فون فايتسكر.
في مطلع العام 2024، أُعلن أن "قنطرة" سيخضع لإعادة هيكلة، تنقله من عهدة هيئة البث الحكومية "دويتشه فيله" إلى معهد العلاقات الخارجية، وهي مؤسسة أنشئت لتعزيز سمعة ألمانيا دولياً.
آنذاك، بررت وزارة الخارجية الألمانية هذه الخطوة بأنها هيكلية بحتة، ولا تتعلق بمحتوى الموقع. لكن تصريحات لاحقة لوزيرة الخارجية الألمانية، أنالينا بيربوك، نقضت هذا الادعاء.

## الاستقالة الجماعية
في 04 يوليو 2024، استقال كل فريق تحرير موقع قنطرة الإلكتروني، بعد إعادة هيكلة جعلتهم "غير قادرين على ضمان استقلالية الخط التحريري"، مع تلميحات بوجود دوافع سياسية وراء التغيير وعدم الأمانة من جانب وزارة الخارجية الألماني، في ظلّ حملة قمع للأصوات المؤيدة لفلسطين في ألمانيا منذ بدء العدوان الإسرائيلي على غزة.
وفي بيانٍ نشر على الموقع قال محرّرو "قنطرة": "أعلن فريق التحرير المسؤول عن هذه المجلة الإلكترونية الفريدة والمتعددة اللغات والمعروفة دولياً استقالته قبل بضعة أشهر. نود أن نشكر جميع قرائنا على ولائهم ودعمهم النقدي على مدار السنوات الـ16 الماضية، ونتمنى لكم كل التوفيق".

## روابط خارجية
- Qantara.de - للحوار مع العالم الإسلامي  على فيسبوك.
- QantaraENعلى تويتر.